# Pelousey
Pelousey és un municipi francès situat al departament del Doubs i a la regió de Borgonya - Franc Comtat. L'any 2007 tenia 1.407 habitants.

## Demografia

### Població
El 2007 la població de fet de Pelousey era de 1.407 persones. Hi havia 444 famílies de les quals 60 eren unipersonals (24 homes vivint sols i 36 dones vivint soles), 112 parelles sense fills, 240 parelles amb fills i 32 famílies monoparentals amb fills.
La població ha evolucionat segons el següent gràfic:
Habitants censats

### Habitatges
El 2007 hi havia 470 habitatges, 456 eren l'habitatge principal de la família, 3 eren segones residències i 11 estaven desocupats. 432 eren cases i 35 eren apartaments. Dels 456 habitatges principals, 380 estaven ocupats pels seus propietaris, 71 estaven llogats i ocupats pels llogaters i 5 estaven cedits a títol gratuït; 1 tenia una cambra, 8 en tenien dues, 28 en tenien tres, 101 en tenien quatre i 318 en tenien cinc o més. 430 habitatges disposaven pel capbaix d'una plaça de pàrquing. A 146 habitatges hi havia un automòbil i a 297 n'hi havia dos o més.

### Piràmide de població
La piràmide de població per edats i sexe el 2009 era:
| Homes | Edats   | Dones |
| ----- | ------- | ----- |
| 0     | 95 o +  | 0     |
| 0     | 90 a 94 | 4     |
| 0     | 85 a 89 | 4     |
| 4     | 80 a 84 | 0     |
| 8     | 75 a 79 | 8     |
| 20    | 70 a 74 | 4     |
| 8     | 65 a 69 | 16    |
| 28    | 60 a 64 | 32    |
| 20    | 55 a 59 | 20    |
| 48    | 50 a 54 | 44    |
| 24    | 45 a 49 | 24    |
| 72    | 40 a 44 | 80    |
| 60    | 35 a 39 | 64    |
| 16    | 30 a 34 | 40    |
| 44    | 25 a 29 | 28    |
| 40    | 20 a 24 | 12    |
| 68    | 15 a 19 | 72    |
| 64    | 10 a 14 | 52    |
| 48    | 5 a 9   | 52    |
| 24    | 0 a 4   | 60    |

## Economia
El 2007 la població en edat de treballar era de 911 persones, 683 eren actives i 228 eren inactives. De les 683 persones actives 647 estaven ocupades (338 homes i 309 dones) i 36 estaven aturades (19 homes i 17 dones). De les 228 persones inactives 46 estaven jubilades, 103 estaven estudiant i 79 estaven classificades com a «altres inactius».

### Ingressos
El 2009 a Pelousey hi havia 472 unitats fiscals que integraven 1.457,5 persones, la mediana anual d'ingressos fiscals per persona era de 20.730 €.

### Activitats econòmiques
Dels 37 establiments que hi havia el 2007, 1 era d'una empresa alimentària, 5 d'empreses de fabricació d'altres productes industrials, 10 d'empreses de construcció, 6 d'empreses de comerç i reparació d'automòbils, 1 d'una empresa de transport, 1 d'una empresa d'informació i comunicació, 2 d'empreses financeres, 4 d'empreses de serveis, 4 d'entitats de l'administració pública i 3 d'empreses classificades com a «altres activitats de serveis».
Dels 9 establiments de servei als particulars que hi havia el 2009, 1 era un guixaire pintor, 3 fusteries, 1 lampisteria i 4 electricistes.
L'únic establiment comercial que hi havia el 2009 era una fleca.
L'any 2000 a Pelousey hi havia 8 explotacions agrícoles que ocupaven un total de 340 hectàrees.

## Equipaments sanitaris i escolars
El 2009 hi havia 1 escola maternal i 1 escola elemental.

## Poblacions més properes
El següent diagrama mostra les poblacions més properes.